# Драгослав Лазић
Драгослав Лазић (Рибаре, 23. новембар 1936 — Београд, 23. октобар 2024) био је српски режисер и сценариста телевизијских серија и документарних и играних филмова.

## Биографија
Драгослав Лазић је рођен 23. новембра 1936. године у селу Рибаре, Јагодина. Завршио је гимназију у Јагодини а Правни факултет и Вишу филмску школу у Београду. Био је ожењен глумицом Драганом Туркаљ Лазић са којом има близанце сина Лазара и ћерку Искру. Из претходних бракова има троје деце, сина Зорана и ћерку Катарину са словеначком продуценткинjом Дуњом Клеменц, и Аниту која је глумица са глумицом Снежаном Савић.
Лазићеве најпознатије телевизијске серије су: Парничари, Музиканти , Љубав на сеоски начин, Грађани села Луга, Докторка на селу, Сељаци и Звездара.
Покренуо је Студио Чаплин. Преминуо је 2024. године.

## Филмографија
| Год.         | Назив                                                                                  | Жанр | Награда |
| ------------ | -------------------------------------------------------------------------------------- | ---- | ------- |
| 1960.-те     |                                                                                        |      |         |
| 1960.        | Репортажа из женског блока. Играно- документарни филм                                  |      |         |
| 1963.        | Задушнице. Документарни                                                                |      |         |
| 1963.        | Дим и вода . документарни                                                              |      |         |
| 1964.        | Парничење документарни                                                                 |      |         |
| 1965.        | Младост - Лудост документарни                                                          |      |         |
| 1965.        | Сеобе документарни                                                                     |      |         |
| 1966.        | Југотранс документарни                                                                 |      |         |
| 1966.        | Топле године Играни филм. Улоге- Беким Фехмију, Ана Матић, Душица Жегарац, Стево Жигон |      |         |
| 1967.        | Богојављење документарни                                                               |      |         |
| 1968.        | Златна кацига документарни                                                             |      |         |
| 1968.        | '''Сирота Марија''' играни филм, улоге- Милена Дравић, Љубиша Самарџић, Мија Алексић   |      |         |
| 1967 - 1968. | Парничари                                                                              |      |         |
| 1969.        | Музиканти                                                                              |      |         |
| 1970.-те     |                                                                                        |      |         |
| 1970.        | Хајдучија                                                                              |      |         |
| 1970.        | Србија на Истоку                                                                       |      |         |
| 1970.        | Седам писара                                                                           |      |         |
| 1970.        | Љубав на сеоски начин                                                                  |      |         |
| 1970.        | Милораде, кам бек                                                                      |      |         |
| 1971.        | Сладак живот на српски начин                                                           |      |         |
| 1972.        | Грађани села Луга                                                                      |      |         |
| 1974.        | Молим, насмешите се                                                                    |      |         |
| 1974.        | Песма хероју - Владо Багат                                                             |      |         |
| 1975.        | Игњатовић против Гебелса                                                               |      |         |
| 1976.        | Јовча                                                                                  |      |         |
| 1976.        | Иди тамо где те не познају                                                             |      |         |
| 1977.        | Хвала што не пушите                                                                    |      |         |
| 1977.        | Ана воли Милована                                                                      |      |         |
| 1976 - 1977. | Част ми је позвати вас                                                                 |      |         |
| 1980.-те     |                                                                                        |      |         |
| 1980.        | Десет најлепших дана                                                                   |      |         |
| 1980.        | Телеграм                                                                               |      |         |
| 1980.        | Дневник Невенке Никач                                                                  |      |         |
| 1980.        | Друго одело                                                                            |      |         |
| 1980.        | Последња вожња                                                                         |      |         |
| 1981.        | Седам секретара СКОЈ-а                                                                 |      |         |
| 1982.        | Канте или кесе                                                                         |      |         |
| 1982.        | Случај Булдожер                                                                        |      |         |
| 1982.        | Докторка на селу                                                                       |      |         |
| 1983.        | Свадбе                                                                                 |      |         |
| 1985.        | Томбола                                                                                |      |         |
| 1985.        | Фабрика Каблова Светозарево                                                            |      |         |
| 1986.        | Секула и његове жене                                                                   |      |         |
| 1988.        | Ортаци                                                                                 |      |         |
| 1990.-те     |                                                                                        |      |         |
| 1991.        | Секула се опет жени                                                                    |      |         |
| 1992.        | Молитве на језеру                                                                      |      |         |
| 1995.        | Трећа срећа                                                                            |      |         |
| 1999.        | Рањена земља                                                                           |      |         |
| 2000.-те     |                                                                                        |      |         |
| 2001.        | Сељаци                                                                                 |      |         |
| 2001.        | Све је за људе                                                                         |      |         |
| 2006 - 2009. | Сељаци (ТВ серија)                                                                     |      |         |
| 2010.-те     |                                                                                        |      |         |
| 2013.        | Звездара (ТВ серија)                                                                   |      |         |

## Награде и признања
- Посебна награда за филм „Задушнице“ на југословенском фестивалу документарног филма у Београду 1963. године.
- Прва награда на фестивалу у Фиренци за документарни филм „Задушнице“
- Награда за режију филма „Парничење“ на фестивалу југословенског филма у Београду 1965. године.
- Прва награда Златни дукат за филм „Парничење“ на међународном фестивалу у Манхајму 1965. године.
- Награда омладине Југославије за играни филм Топле године на фестивалу у Пули 1965. године.
- Награда „Југославија филма“ за најгледанији филм у 1968. години у Југославији за филм Сирота Марија.
- Прва награда за режију ТВ серије Музиканти на Југословенском фестивалу на Бледу 1970. године.
- Награда за најбољу сатиру за филм Ортаци на на фестивалу у Голупцу. 1988. године.
- Награда Златни ћуран за развој фестивала Дани комедије у Јагодини.